# Decimus Iunius Brutus (Konsul 77 v. Chr.)
Decimus Iunius Brutus (* 120 v. Chr. oder etwas früher; † nach 63 v. Chr.) war ein römischer Politiker der späten Republik.
Als wohl noch recht junger Mann war Brutus im Jahr 100 v. Chr. gegen Lucius Appuleius Saturninus aktiv. Das einzige gesicherte Datum seiner senatorischen Laufbahn ist das Konsulat im Jahr 77 v. Chr. Der große Abstand von über 60 Jahren zum Konsulat seines Vaters Decimus Iunius Brutus Callaicus (Konsul 138 v. Chr.) könnte darauf deuten, dass seine Karriere durch die vorangegangenen Bürgerkriege in den 80er Jahren v. Chr. verzögert wurde, er also vielleicht deutlich älter war als das gesetzliche Mindestalter von 43 Jahren. Im Jahr 63 v. Chr. während der catilinarischen Verschwörung war er noch am Leben, als seine Frau Sempronia (vielleicht eine Tochter des Gaius Sempronius Gracchus) in Brutus’ Abwesenheit die Verschwörer unterstützte.
Cicero bezeugt, dass Brutus oft als Gerichtsredner auftrat und über griechische und lateinische Bildung verfügte. Sein Sohn Decimus Iunius Brutus Albinus gehörte 44 v. Chr. zu den Verschwörern gegen Gaius Iulius Caesar.